# Sandalolitha boucheti
Sandalolitha boucheti is een rifkoralensoort uit de familie van de Fungiidae. De wetenschappelijke naam van de soort is voor het eerst geldig gepubliceerd in 2012 door Hoeksema.